# Stina om...
Stina om... var en programserie med Stina Lundberg som programledare och intervjuare. Programmet sändes på SVT från 27 december 1998 fram till 8 mars 2006 och innehöll intervjuer med såväl svenska kändisar (exempelvis Mikael Persbrandt och Ludmila Engqvist) som internationella storstjärnor (Dolly Parton, Elton John) och världskända politiker (Madeleine Albright, Hillary Clinton).

## Intervjuade i serien

### 1998-2000
| - Subcomandante Marcos - Elton John - Dana International - Buena Vista Social Club - Celia Cruz | - Peter Birro - Linn Ullmann - Stellan Skarsgård - Renny Harlin |

### 2000-2001
| - Leonard Cohen - Gena Rowlands - Göran Persson - Kerstin Thorvall | - Thorsten Flinck - Ulf Lundell - Dalai Lama - Kofi Annan |

### 2002-2004
| - Madeleine Albright - Giorgio Armani - Åsa Waldau - Magnus Uggla - Mikael Persbrandt - Liza Marklund | - Eddie Izzard - Lukas Moodysson - Hillary Clinton - Kung Abdullah & Drottning Rania av Jordanien - Dolly Parton - Tariq Aziz |

### 2005-2006
| - Jane Fonda - Arnold Schwarzenegger - Magnus Härenstam - Lars von Trier | - Nancy Dell’Olio - Ludmila Engqvist - Bebo Valdés |